# ОШ „Бата Булић” Петровац на Млави
ОШ „Бата Булић” у Петровцу на Млави, седишту општине Петровац на Млави, државна је установа основног образовања.
Школа је основана 1834. године и настава се одвијала у сеоској кући. Године 1990. изграђена је нова школска зграда.
Школа располаже са специјализованим учионицама, кабинетом за информатику, библиотеком, радионицама, спортским теренима.
Поред матичне школе у Петровцу на Млави, настава се одржава и у следећим издвојеним одељењима у: Лесковац, Kнежица, Панково, Лопушник, Забрђе, Бошњак и Велики Поповац.